# Albrecht Ludwig Joachim Friedrich von Levetzow
Albrecht Ludwig Joachim Friedrich von Levetzow (* 13. November 1809 in Altona; † 6. Februar 1889 ebenda) war Verwaltungsjurist und Präsident der lauenburgischen Landesversammlung.

## Leben
Albrecht Ludwig Joachim Friedrich von Levetzow stammte aus dem dänischen Zweig des Adelsgeschlechtes Levetzow; er war ein Sohn des Kammerherrn Theodosius Finecke von Levetzow (1785–1850) und Enkel von Albrecht Philip von Levetzau. Ferdinand von Levetzow war sein jüngerer Bruder; Werner von Levetzau und Wilhelm von Levetzau waren seine Cousins. Nach dem Studium der Rechtswissenschaften trat er in den Verwaltungsdienst der zum dänischen Gesamtstaat gehörenden Herzogtümer. 1834 begann er als Auskultant bei der schleswig-holsteinischen Regierung. 1842 wurde er Amtsschreiber und Zweiter Beamter im Amt Steinhorst im Herzogtum Lauenburg, ab 1844 mit dem Titel Amtmann. 1851 wechselte er in gleicher Funktion in das Amt Schwarzenbek; nach dem Tod von Friedrich Seestern-Pauly 1866 wurde er Erster Beamter und letzter Amtmann. Von 1843 bis 1848 bewohnte er das Gut Kastorf zur Miete.

## Abgeordneter
Nach der Märzrevolution 1848 wurde Levetzow in den allgemeinen Wahlen März/April 1848 für den 6. Wahldistrikt in die lauenburgischen Landesversammlung gewählt. Die Landesversammlung wählte ihn zum Präsidenten. Am 13. Oktober 1849 wählte ihn das Parlament in den ständigen Ausschuss, der zwischen den Landtagen die Geschäfte des Parlamentes führte.

## Familie
Von Levetzow heiratete 1840 in Letzlingen Adelheid Anna Franziska Mathilde von Schimmelmann (* 1811, † 1878), die Schwester von Gustav von Schimmelmann. Aus der Ehe gingen folgende Kinder hervor:
- Ida Juliane Ottilie (* 1841)
- Theodor Joachim Elias Frederik (* Kastorf 1843; † 1902), Kapitän zur See, Reichskommissar für Auswanderungswesen
- Ernst Ludwig Wilhelm Adolph (* 1845; † Seedorf 1913, kgl. Preuß. Oberstleutnant, ⚭ Lindemann, Adelheid Louise)
- Adelheid Marie Sophie Fred. Ottilie (*Kastorf 1847)
- Ottilie Anna Ernestine Adolphine (* 1849) ⚭ Rudolf von Reibnitz
- Alexander Ottokar Frederik Wilh. (* 1856)

## Auszeichnungen
- 1863 Titel Kammerherr